# 2,3-Dimetylobutan
2,3-dimetylobutan, biizopropyl – organiczny związek chemiczny z grupy alkanów. Jeden z izomerów heksanu.